# 埃姆兰维尔
埃姆兰维尔（法語：Émerainville，法語發音：[emʁɛ̃vil] ⓘ）是法国中北部法兰西岛大区塞纳-马恩省的一个市镇，属于托尔西区。 

## 地理
埃姆兰维尔（48°48'36"N, 2°37'22"E）面积5.46 平方千米，位于法国法蘭西島大區塞纳-马恩省，该省份为法国北部内陆省份，北起瓦兹省，西接埃松省、马恩河谷省、塞纳-圣但尼省和瓦兹河谷省，南至卢瓦雷省，东南接约讷省，东临马恩省和奥布省，东北接埃纳省。
与埃姆兰维尔接壤的市镇（或旧市镇、城区）包括：马恩河畔尚、努瓦谢勒、蓬托-孔博、布里地区鲁瓦西、大努瓦西、克鲁瓦西-博堡、洛涅。

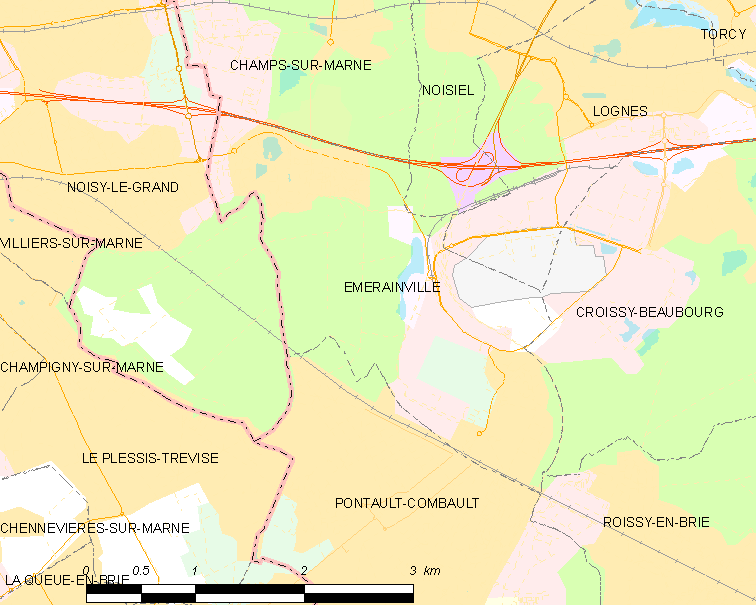
埃姆兰维尔的OSM定位图

埃姆兰维尔的时区为UTC+01:00、UTC+02:00（夏令时）。

## 行政
埃姆兰维尔的邮政编码为77184，INSEE市镇编码为77169。

## 政治
埃姆兰维尔所属的省级选区为蓬托-孔博县。

## 人口

1962-2008年间埃姆兰维尔人口变化图示

埃姆兰维尔于2022年1月1日时的人口数量为7536人。